# Лапшово
Лапшо́во — село в Камешкирском районе Пензенской области России. Центр Лапшовского сельсовета.

## География
Расположено в верховьях речки Камешкир в 6 км от райцентра села Русский Камешкир.

## История
Основано в конце XVII века на землях дворянина Данилы Васильевича Кафтырева. В 1701 г. поместье приписано к Пензенскому уезду. В 1710 г. построена церковь во имя Спаса Нерукотворного, поэтому получило церковное название Спасское. В 1717 г. сожжено во время «кубанского погрома», после 1727 г. отстроена вновь. В 1736 г. – владелец генерал-майор Григорий Данилович Кафтырев. С 1780 года село в составе Кузнецкого уезда Саратовской губернии. В 1795 г. село Спасское, Кафтырево тож, показано как общее владение гвардии подпоручиков Александра и Сергея Дмитриевичей Кафтыревых с прочими владельцами, 101 двор, 333 ревизских души. В середине XIX века в Кафтырево 5 помещиков: Кафтыревы, Зуевы, Неклюдовы, Полозов, Обухова, имелись церковь и суконная фабрика. В справочнике 1911 г. помещиками в 1861 году показаны Деконский (1-я крестьянская община, 37 дворов) и Полозов, Обухов и Попов (2-я община, 58 дворов). В 1877 г. село в составе Кулясовской волости Кузнецкого уезда, 87 дворов, каменная церковь во имя Спаса Нерукотворного с приделом во имя Николая Чудотворца (построена в 1831 г.), школа. В 1911 г. – в составе Камешкирской волости, 95 дворов, церковь, церковноприходская школа.
С 1928 года село Кафтыревка являлось центром Кафтыревского сельсовета Камешкирского района Кузнецкого округа Средне-Волжской области (с 1939 года — в составе Пензенской области). В 1955 г. в селе центральная усадьба колхоза имени Ленина. 
30 ноября 1961 года указом Президиума Верховного Совета РСФСР село Кафтыревка  переименовано в Лапшово в честь родившегося в селе Чемизовка (ныне в черте Лапшово) советского военачальника Героя Советского Союза Афанасия Васильевича Лапшова. 30 сентября 1969 года решением Пензенского облисполкома в состав села включены деревни Чемизовка, Старые и Новые Озёрки. В 1980-е гг. – центральная усадьба совхоза «Путь Ленина».

## Население
| 1795 | 1859 | 1877 | 1897 | 1911 | 1926 | 1930 |
| ---- | ---- | ---- | ---- | ---- | ---- | ---- |
| 666  | ↘489 | ↗510 | ↗538 | ↘447 | ↗646 | ↗690 |
| 1939 | 1959 | 1979 | 1989 | 1996 | 2002 | 2010 |
| ↘518 | ↘433 | ↗928 | ↗952 | ↘933 | ↘842 | ↘745 |

## Инфраструктура
В селе имеются Лапшовский филиал МБОУ СОШ с. Русский Камешкир, дом культуры, отделение почтовой связи.

## Достопримечательности
В селе расподложена действующая Церковь Спаса Нерукотворного Образа (1831).